# 东方卫视
上海广播电视台東方衛視频道（简称東方衛視，昵称番茄台，2003年10月23日前为上海衛視）是上海广播电视台（上海文化广播影视集团）旗下的一个省級衛星電視频道。東方衛視国内版本的信號已覆蓋了中國大陆百分百省市，覆盖范围位居中国省级卫视第一，同時東方衛視国际频道在北美、日本、澳洲、歐洲及香港澳門等國家和地區落地。2009年9月28日起，該頻道国内版本实现標高清同播。東方衛視也是中国最具品牌价值和影响力的综合频道之一，被业内权威机构评为“最具影响力省级卫视”。因東方衛視紅圓內星的臺標酷似一個熟透了的帶葉番茄，故被一些觀眾戲稱為番茄台。
東方衛視以“大台气象、都市气质、年轻气息”为频道定位，以城市年轻人群为收视对象，节目涵盖新闻、影视剧、综艺节目等。其中新闻栏目数量和播出时长方面均位居中国省级卫视第一，而该频道播出的电视剧、综艺节目也深受观众好评。

## 发展历史

### 上海衛視时期
1998年6月，上海市机构编制委员会批复同意建立上海卫星电视中心。该机构为事业单位，经济上实行独立核算、自收自支，人员编制定为100名，级别定为相当于处级。同年10月1日，上海衛視开播，频道全称“上海电视台卫星频道”，也是上海电视台的第三套节目，此为東方衛視的前身，该频道也是中国最晚一批开播的省级卫星频道。上海衛視开播也成为了中共上海市委和上海市人民政府当年文化实事之一。
频道开播初期以编播为主，汇总上海各电视台、各影视频道和上海各影视机构的优秀节目，播放“具有上海特色、代表上海影视水平的精品节目”。制播地点位于浦东东视大厦，设有“新上海精品电视”等7档以编为主的综艺类栏目和纪录片等。还辟有“财经新闻”、“卫视新闻”、“星期视点”等栏目。
2000年4月，上海卫视并入上海电视台，成为上海电视台的一个中心，其体制和节目进行调整。上海电视台原海外中心的外语节目制作团队并入上海卫视，组建外语节目部；《英语午新闻》《天下财经》《中日之桥》等外语节目在上海卫视播出。同年8月，上海卫视全面改版，14个栏目全新亮相。
频道开播时，台标为透明银色白玉兰台标，右边标注透明综艺体“上海卫视”，字幅与台标相同大小。2002年，该频道改为上海电视台的第七套节目，并微调台标，台标字体进行了缩小。至更名为東方衛視前，台标颜色为灰色透明。
上海衛視同时还开设专门的国际版本（现东方卫视国际频道），并于2002年1月1日，上海衛視落地日本（后于2009年退出落地）。2003年1月16日，经原国家广播电影电视总局批准，上海电视台与电视广播（国际）有限公司签订了《上海电视台卫星频道落地澳大利亚的协议》，至此上海衛視国际版正式覆盖澳大利亚。
上海卫视改版前，虽然全国覆盖率已列省级卫视的前10位，但因上海对待卫视的态度一度比较保守，曾对外设置壁垒，不让外省卫视落地上海，对内重视不够，投入不足，仅依靠播出其他频道节目，加上频道采取低成本运作，最终导致上海卫视收视率和影响力较低，在全国市场收视排名第13位，仅占全国1.5％的份额。2002年，上海卫视广告收入仅为5600万元人民币。

### 東方衛視时期
2003年初，为了使东方卫视真正覆盖全国，上海市制定了“全面开放，对等落地，规范管理，市场运作”16字方针。2003年7月，“上海东方卫视传媒有限公司”注册成立，下设新闻中心、节目中心、营运中心、总编室等部门，频道实行公司化核算。此外，东方卫视更享有广告自主经营权，同时享有独立购买、制作、发行电视剧的权利，不再受SMG统一购买电视剧的限制。
2003年10月23日，经国家广电总局批准，上海卫视正式更名为东方卫视，并进行频道改版。频道改版后，推出了《看东方》、《城际连线》、《环球新闻站》、《直播上海》、《今日新观察》等节目，同年12月31日还举行了《上海新天地新年倒计时晚会》现场直播。
2005年底，上海文广集团开始对新闻、娱乐资源进行整合，原上视新闻综合频道、东视新闻娱乐频道和东方卫视的全部新闻资源合并组建SMG电视新闻中心（今SMG融媒体中心）。2006年元旦频道改版，其中《看东方》延长至150分钟，成为当时中国大陆最长的新闻直播节目；原《城际连线》和《环球新闻站》合并为《东方新闻》。同时推出了一系列综艺节目。
2007年6月29日，《东方快报》停播，《看东方》时长恢复改版前的120分钟。2007年7月11日起，东方卫视在时任市委书记习近平的要求下开始转播中央电视台《新闻联播》至今。
2009年6月18日，频道再次改版。在改版前，俄罗斯歌手维塔斯与韦唯合作演唱了东方卫视台歌《风从东方来》（该歌曲原为上海东方电视台台歌）。同年9月28日起，该频道实现高、标清同步播出。
2010年上海世博会期间，东方卫视与SMG其他频道一起，成为其合作媒体，并推出了与世博会有关的特别节目（如《欢聚2010》）。
2011年1月1日，东方卫视进行改版，并启用了“梦想的力量、你我同在”的频道口号。除原有的九点档综艺节目外，东方卫视在晚间十点档开辟第二线综艺节目时段，新增《谁能百里挑一》《谁是大人物》《加油！老爸》《星厨大战》等多档新节目。同年2月13日起推出周日体育系列节目，包括《东方体育周刊》、《五星足球》、《篮球风云》和《五星周末赛场》。
2011年6月20日，东方卫视新闻演播室改造工程完工并投入使用。改造后的演播室面积约500平方米，以DLP大屏加PDP屏为背景，设演播区域6个，功能集全景类新闻、嘉宾访谈、实时连线报道等互动形式为一体。
2014年3月15日，原有东方卫视、娱乐频道、星尚频道、艺术人文频道、七彩戏剧频道、生活时尚频道合并组建成全新的“东方卫视中心”，原有频道版面、节目带，正式转入东方卫视中心的运营系统。同时东方卫视的重要节目会在同中心旗下地面频道的电视荧屏右上角角标进行宣传，角标镜面与东方卫视的一致。同时取消与上视新闻综合频道并机直播的特别新闻报道。
2016～2019年，每逢F1中国大奖赛赛事期间，东方卫视都会与五星体育并机直播F1中国大奖赛的正赛环节，但与五星体育转播版对比，东方卫视不会转播赛后颁奖典礼及采访环节，且转播过程中东方卫视台标不会自行移动到右边，台标会遮住f1源信号的左侧排名表等信息。2024年，F1中国站回归赛历，但本场正赛东方卫视却未予转播，2025年F1中国站东方卫视仍未转播，正赛时段仍按原节目编排放送节目。
2017年10月1日，为贯彻落实《中华人民共和国国歌法》相关规定，东方卫视（国内版）会在国庆节、国际劳动节等重要的国家法定节日、纪念日期间上午10点整播放国歌，国歌片带与央视播放版本一致。
2019年1月1日，东方卫视再次改版，在新闻、文化、综艺、影视方面进行革新。其中新闻播出量将从2018年的4小时扩至5小时，同时在每周一至周四晚间9:30开设公益文化节目带，以及在每天17:50开设日播传统文化类节目《诗书画》。
2022年1月1日，东方卫视再次改版，口号改为“梦想的力量，不负新时代”，包装镜面以4K制作，增加人文节目等。
2025年1月1日，东方卫视启动“2025东方卫视焕新计划”，以“更都市 更综合 更国际”为改版要点，推出以陆家嘴、外滩、武康大楼、元荡桥、世博文化公园双子山、临港双子塔、中共一大纪念馆等上海地标建筑为背景的全新频道视觉包装体系，以及“这里是上海，这里是东方卫视”的新频道口号，同时推出一系列新节目，其中包括英语新闻杂志节目《Shanghai Eye》以及三档纪录片播出时段。新闻节目亦启用全新片头，引入虚拟现实技术，同时启用新主播。

## 频道文化

### 台标
东方卫视的台标由红色圆球和白色五角星构成。主设计师为胡羿如。东方卫视台标的设计灵感来源于水果鲜橙，意念是“维生素有ABC，知天下看东方TV”。起初台标为橙色，但由于上海已有地面電視频道使用橙色作为频道识别颜色，所以经过几次修改，最后使用了目前的红色。该台标也与上海东方电视台的台标（旭日加海鸥）有传承、延伸的意味。根据官方介绍，鲜橙可以带给人扑面而来的新鲜、丰润和亮丽之感，与新开播的卫视的理念契合。新鲜有“每天播报最新鲜的新闻”之意；丰润有“影视剧多样而丰富”之意；而亮丽则有“每天为观众带来时尚、欢乐的娱乐资讯和流行话题”之意。至于台标内的五角星，则代表了胜利与美好，其中白色也是西方国家的标志性色彩。红色与白色的交融代表了中西方文化的融合与交流。该台标是由由十多家知名设计公司参与竞标，经过两个多月的甄选产生的。
该台标使用后，由于最终的台标与一个熟透了的带叶番茄酷似，所以被一些观众和网友戏称为番茄台。电视台方面也顺势使用了番茄台的名称。例如在东方卫视官方新浪微博帐号就使用了“东方卫视番茄台”的名称。
2016年5月25日凌晨1点开始，东方卫视（国内版）标清节目由原来上下信箱或左右切边改为16:9挤压全屏播出（台标保留4:3尺寸），至此东方卫视开始步入宽屏时代。同样国际版虽然依旧4:3播出（实则上东方卫视国际频道并不在上海SMG总部负责制作），但与国内版同步新闻节目也开始挤压播出。2016年5月28日，东方卫视新闻节目包装改版，结束了切边时代。2016年7月19日，东方卫视（国内版）标清频道台标改为16:9尺寸，与高清频道一样，仅通过屏幕右上角的高清字样以及转播CCTV1信号所对应的线路作区别（即高清转播CCTV1高清，标清转播CCTV1标清；不过SMG其他地面频道高、标清转播CCTV节目信号统一为高清信号）。
2017年1月27日，东方卫视（国内版）高、标清信号转播2017年中国中央电视台春节联欢晚会期间统一为信号信号，在转播结束之后转播CCTV1综合信号恢复对应线路转播，即高清转播CCTV1综合高清，标清转播CCTV1综合标清。
2018年12月31日23时22分左右，东方卫视更换新台标。新台标在原有台标的基础上增加了立体效果。东方卫视（国际版）亦同时更换台标和压缩尺寸为16:9，但大多节目依然4:3压缩播出。惟在中国大陆视频平台上传的东方卫视综艺节目则仍使用原有的二维台标。
2020年4月4日，因应当日中国大陆举行新型冠状病毒疫情期间殉职医护人员和因病离世者全国哀悼活动，东方卫视与中国大陆其他电视频道一起，台标更换为黑灰色台标，惟台标为基于原有的二维台标设计，并未使用新版立体台标（东方卫视海外版则基于新版立体台标改为黑灰色）。一直至4月5日零时恢复正常节目播出之始，东方卫视临时恢复使用原有的二维台标，至当日8:30左右播出《环球交叉点》时再次更换为新版立体台标。

### 频道口号
2009年6月18日东方卫视改版之时，该频道启用“风从东方来”口号。2011年5月起进行全新的改版，并启用全新的频道口号“梦想的力量，你我同在”，2015年简化为“梦想的力量”。

### 台歌
频道曾先后推出过两首台歌，一个是《番茄红了》，另一个是《风从东方来》，皆于2009年推出，其中《风从东方来》为原上海东方电视台台歌。

## 节目
东方卫视作为一个综合性卫星电视频道，每天24小时播出综艺娱乐、电视剧、新闻等各类节目。国外观众能够通过卫星或者当地电视网收看到东方卫视的海外版节目。

### 节目编排
目前，东方卫视每日的节目编排为：
- 上午时段：《看东方》、《双城记》（周六）/《环球交叉点》（周日）、《潮童天下》、重播昨日晚间时段电视剧
- 下午时段：《午间30分》（周一至周五）/《中国长三角》（周日）、《中国考古报道》（周六）、《未来之城》（仅周六）、重播电视剧、《百视大看点》（周一至五）、《名医话养生》（周一至五）、《诗书画》
- 晚间时段：《东方新闻》、转播央视《新闻联播》、2集日播电视剧、《今晚》（周一至五）、公益文化节目带（周一至五，其中周二至五视情况而定，如节目播毕无新节目上线时会播出《百视大看点》；“公益文化节目带”为2019改版时提出的概念，惟现时该时段播出的部分节目已无公益文化性质）/综艺节目（周五至日）、2集周播电视剧（周三至四）
- 凌晨时段：重播综艺节目（现主要重播《梦想改造家》）或电视剧、纪录片

### 黄金时段节目
注：
1. 以下内容仅供参考，最终播出时间及播出内容可能有变动，以实际播出为准。
2. 下表所列编排自2021年12月起执行。
3. 因2019冠状病毒病疫情防控需要，频道启用特别版面（如《今晚60分》改为《新冠肺炎疫情特别报道》，部分综艺节目暂停录制或播出“云录制”的特别节目），现已基本恢复。此外，由于转播央视《新闻联播》可能加长播出时间，故下列节目表与频道公布的节目表（原定播出时间）可能有所不同。
4. 于部分法定节假日、重要的全国性政治会议期间，本频道通常会推出特别版面，故下列节目表与频道公布的特别版面节目表可能有所不同。

| 时间  | 星期一                 | 星期二                 | 星期三                 | 星期四                 | 星期五                 | 星期六                 | 星期日                 |
| ----- | ---------------------- | ---------------------- | ---------------------- | ---------------------- | ---------------------- | ---------------------- | ---------------------- |
| 18:00 | 东方新闻               | 东方新闻               | 东方新闻               | 东方新闻               | 东方新闻               | 东方新闻               | 东方新闻               |
| 19:00 | 转播中央《新闻联播》   | 转播中央《新闻联播》   | 转播中央《新闻联播》   | 转播中央《新闻联播》   | 转播中央《新闻联播》   | 转播中央《新闻联播》   | 转播中央《新闻联播》   |
| 19:30 | 东方剧场《蛮好的人生》 | 东方剧场《蛮好的人生》 | 东方剧场《蛮好的人生》 | 东方剧场《蛮好的人生》 | 东方剧场《蛮好的人生》 | 东方剧场《蛮好的人生》 | 东方剧场《蛮好的人生》 |
| 20:20 | 东方剧场《蛮好的人生》 | 东方剧场《蛮好的人生》 | 东方剧场《蛮好的人生》 | 东方剧场《蛮好的人生》 | 东方剧场《蛮好的人生》 | 一饭封神               | 东方剧场《蛮好的人生》 |
| 21:10 | 东方看大剧             | 东方看大剧             | 东方看大剧             | 东方看大剧             | 东方看大剧             | 一饭封神               | 亚洲新声               |
| 21:20 | 今晚                   | 今晚                   | 今晚                   | 今晚                   | 国医少年志             | 一饭封神               | 亚洲新声               |
| 22:00 | 这就是中国             | 新纪实                 | 亚洲新声（重播）       | 《对手》               | 国医少年志             | 一饭封神（重播）       | 亚洲新声               |
| 22:50 | 来点财经范儿           | 电视剧                 | 亚洲新声（重播）       | 《对手》               | 今晚                   | 一饭封神（重播）       | 一饭封神（重播）       |
| 23:30 | 七分之一               | 电视剧                 | 舍得智慧人物           | 下一站                 | 《对手》               | 《对手》               | 一饭封神（重播）       |

顏色指引：  新聞/資訊節目   电视剧   綜藝節目   紀錄片   精彩看点/预告   重播/精选时段

### 突发新闻及重大新闻直播
除了常規新聞欄目外，一遇突發事、重大事，東方衛視都會暫停原有節目，並進行直播。在2014年前，亦会与上视新闻综合频道并机直播。由于后面新规政策制约，一些国际重大事件不再安排东方卫视直播，改在Knews24互联网新闻频道播出，一直至2018年11月KNEWS24停播。
每年中国国际进口博览会期间，东方卫视均会播出进博会特别报道，节目与新闻综合频道、看看新闻KNEWS同步播出。
（以下时间为北京时间）
- 2021年7月25日直播超强台风“烟花”实况相关特别报道，节目从14:00-22:15在新闻综合频道、看看新闻KNEWS同步不间断直播。东方卫视除18:00-19:30播出《东方新闻》和转播中央电视台《新闻联播》外，其余时段与新闻综合频道并机直播。
- 2020年11月12日直播《庆祝浦东开发开放30周年特别报道》，节目与新闻综合频道、看看新闻KNEWS并机直播。
- 2020年10月23日直播《纪念中国人民志愿军抗美援朝出国作战70周年》特别报道，节目与看看新闻KNEWS并机直播。
- 2020年7月15日-20日直播《防汛救灾特别报道》，节目与新闻综合频道、看看新闻KNEWS并机直播（原7月19日播出的《中国长三角》取消播出；原新闻综合频道12:33首播的《媒体大搜索》顺延至17:00播出）。
- 2020年1月27日-3月27日直播抗击新型冠状病毒肺炎疫情特别报道（同时为《今晚60分》特别节目），这也是KNEWS24停播后，东方卫视恢复重大事件特别直播安排。
- 2019年5月26日直播《庆祝上海解放70周年大型直播特别报道》，节目与新闻综合频道、看看新闻KNEWS并机直播。
- 2015年11月14日上午10点前后直播巴黎恐怖袭击事件特别报道，由袁鳴主持。
- 2015年11月7日直播新加坡习马会特别报道，由雷小雪和于飞主持。
- 2015年9月3日直播抗战胜利70周年大阅兵仪式特别报道，上海电视台新闻综合频道并机直播，由雷小雪和于飞主持。
- 2015年6月2日直播东方之星号沉船事故救援进展，当天《看东方》播出时间为7:00-10:30。
- 2014年7月18日直播马航MH17客机坠毁事件特别报道，由雷小雪和于飞主持。
- 2014年3月9日直播马航MH370客机失联特别报道。
- 2013年4月20日直播四川雅安地震特别节目。
- 2012年1月14日直播台湾领导人選舉。
- 2011年9月11日直播美國紀念九一一事件十週年，上海电视台新闻综合频道并机直播。
- 2011年7月2日23:20插播摩纳哥亲王宗教婚礼。
- 2011年6月30日13:55至17:30《开往明天的高铁》直播京沪高铁开通。
- 2011年4月29日17:00直播威廉王子与凯特的婚礼，由袁鸣主持，嘉宾为FT中文网主编张力奋。
- 2011年4月王勇、张帆两路记者赴利比亚，连续直播利比亚局势。6月记者张帆再次赴利。
- 2011年3月11日15:20起，东方卫视连续数天对东日本大地震进行突发新闻直播，主播何婕。
- 2010年11月11日－11月14日连续四晚直播G20峰会和APEC峰会，聚焦货币战争，解读峰会外交。
- 2010年10月6日11:30《双城记》栏目直播台北花博会开幕。
- 2010年10月1日直播嫦娥二号发射准备情况。由于升空正值转播其他节目，发射部分在上海电视台新闻综合频道直播。
- 2010年4月30日－5月2日直播上海世博會开幕。
- 2009年7月22日上午7:40—11:20直播《7·22直擊日全食》，上海電視臺新聞綜合頻道、山西衛視并机直播。
- 2008年11月4日22:00-23:00，11月5日7:00-9:50，12:00-12:43直播2008年美國總統大選，袁鳴主持，三路記者在華盛頓、芝加哥和鳳凰城直播选情。
- 2008年10月24日10:00直播2008年首對大熊貓百日慶典並揭曉征名。百天前大熊貓「幗幗」在雅安順利產下一對雙胞胎寶寶。
- 2008年9月28日16:00-19:00直播神舟七號返回艙返回地面，當天沒有播出《東方新聞》。
- 2008年9月27日15:00-18:45直播神舟七號航天員太空出艙活動，當天的《東方新聞》被推遲到18:45直播。
- 2008年9月25日19:30-22:30直播神舟七號發射，李菡主持，駱新評論。
- 2008年5月12日－5月26日直播《聚焦汶川地震災區特別報導》。
- 2007年8月1日直播解放軍建軍八十週年。
- 2007年7月1日7:00-12:10直播慶祝香港回歸十週年特別活動，王津元擔當主持。
- 2007年4月16日直播胡錦濤會見參加兩岸經貿文化論壇代表。
- 2007年4月14日直播溫家寶總理日本國會演講。
- 2006年11月5日17:00直播《審判薩達姆》，直播畫面被延時20分鐘，但滾動字幕為實時新聞。
- 2006年9月11日直播《歷史的摺痕特別節目》，直播美國紀念九一一事件五週年。
- 2006年7月1日7:00起10小時直播青藏鐵路通車，東方衛視記者分別在十個車站直播通車。
- 2006年6月6日直播三峽圍堰爆破，方宏進擔當主持。
- 2006年4月21日直播胡錦濤主席耶魯大學演講，並獨家直播胡錦濤答耶魯學生問，秦憶擔當主持。
- 2006年4月20日獨家直播布什總統歡迎胡錦濤主席訪美儀式。
- 2005年10月12日直播神舟六號載人飛船發射，勞春燕擔當主持，新華社記者李傑獨自一人在發射場假設衛星、攝像機並直播發射過程。
- 2005年8月15日直播《八一五那一天特別節目》。
- 2005年7月7日18:25、20:10、22:00直播倫敦地鐵公交連環爆炸，秦忆首次出镜。
- 2005年7月7日直播紀念盧溝橋事變68週年特別節目，駱新擔當主持。
- 2005年7月6日直播2012年奧運會主辦城市揭曉，袁鳴擔當主持。
- 2005年5月2日11:00直播連戰拜見汪道涵，勞春燕擔當主持。
- 2005年4月9日直播英國王儲查爾斯婚禮。
- 2005年1月27日直播紀念奧斯維辛集中營解放60週年特別活動。
- 2004年11月10日和11日直播阿拉法特病危逝世，葉蓉擔當主持。
- 2004年11月3日－4日直播美國大選，袁鳴赴美直播報導。
- 2004年9月3日直播俄羅斯解救別斯蘭人質，袁鳴主持直播。
- 2004年4月4日兩小時直播《四海歸心——2004中華大祭祖特別節目》，立體展示了黃帝陵祭祀典禮的盛況。
- 2004年1月4日10:50直播「勇氣號」火星探測器登陸火星實況。這是人類有史以來第一次星際直播。
- 2003年10月26日獨家直播《麋鹿野生放養活動》，放養的18頭麋鹿來自江蘇大豐麋鹿國家級自然保護區，這也是迄今歷史上規模最大的麋鹿野生放養活動。
- 2003年10月16日獨家直播神舟五號返回地球，東方衛視首先捕捉到神五返回畫面，勞春燕擔當主持。
- 2003年10月15日9:00直播神舟五號載人飛船發射，方宏進擔當主持。特派記者在酒泉拍攝、回傳了大量新聞，很多消息的發布領先於其他媒體。
- 2003年10月10日18:30起率先推出1小時特別節目，聚焦神舟五號發射。當晚18時新華社發佈了神舟五號將擇期發射的消息。

## 主持人
新闻节目主持人请参见SMG融媒体中心#员工一节。
| 姓名   | 主持节目                         |
| ------ | -------------------------------- |
| 曹可凡 | 《詩書畫》                       |
| 陈辰   | 《时间的答卷》《追梦20年》       |
| 林海   | 《我们的歌》《愛樂之都》         |
| 百克力 | 《妈妈咪呀》《开播！情景喜剧》   |
| 司雯嘉 | 《百视大看点》                   |
| 麻伊琳 | 《百视大看点》                   |
| 陈立青 | 《百视大看点》                   |
| 印海蓉 | 《詩書畫》                       |
| 何婕   | 《这就是中国》                   |
| 施琰   | 《梦想改造家》                   |
| 马杰   | 《名医话养生》                   |
| 金炜   | 《潮童天下》                     |
| 王冠   | 《名医话养生》                   |
| 冯琳   | 《东方卫视跨年晚会》《追梦20年》 |
| 衣漪   | 《百视大看点》                   |
| 余有矿 | 《开播！情景喜剧》               |

### 前任/曾任
- 陈蓉
- 程雷
- 朱桢
- 吉雪萍
- 伏玟晓
- 万蒂妮
- 樊路易
- 周瑾
- 駱新
- 金星
- 王自健

## 收視率
| 年份 | 全天收视率（4岁以上人群） | 市場份額 | 省級衛視排名 | 上星频道排名（含央视） | 來源  |
| ---- | ------------------------- | -------- | ------------ | ---------------------- | ----- |
| 2006 | 0.114                     | 0.881    | 6            | 17                     | CSM35 |
| 2007 | 0.1                       | 0.78     | 11           |                        | CSM35 |
| 2008 |                           |          |              |                        |       |
| 2009 | 0.132                     | 1.01     | 8            |                        | CSM23 |
| 2010 | 0.117                     | 0.916    | 11           |                        | CSM34 |
| 2011 | 0.178                     | 1.442    | 7            |                        | CSM39 |
| 2012 | 0.210                     | 1.666    | 6            |                        | CSM44 |
| 2013 | 0.189                     | 1.549    | 7            |                        | CSM46 |
| 2014 | 0.197                     | 1.651    | 7            |                        | CSM50 |
| 2015 | 0.227                     | 1.972    | 5            | 12                     | CSM50 |
| 2016 | 0.292                     | 2.604    | 3            |                        | CSM52 |
| 2017 | 0.269                     | 2.660    | 2            | 7                      | CSM52 |
| 2018 | 0.211                     | 2.27     | 3            |                        | CSM52 |
| 2019 | 0.219                     | 2.906    | 3            | 7                      | CSM55 |
| 2020 | 0.35                      | 3.15     | 2            |                        | CSM59 |
| 2021 | 0.38                      | 3.79     | 4            |                        | CSM63 |
| 2022 | 0.173                     | 2.219    | 4            | 10                     | CSM63 |

## 爭議

### 主持人骆新言论
2004年8月23日，有观众反应，2004年8月17日播出的《看东方》，主持人骆新正在报道奥运快讯，在说到男子体操全能比赛杨威因失误而没得到金牌时，骆新称：“取得这样的结果，他的名字让我想到了另一方面。”对于骆新利用“杨威”发音的近似音来侮辱中国运动健儿，这名观众一怒之下将此事上传至网上论坛寻求支持，这名观众认为，运动员在赛场上出现技术失误是正常事情，但骆新却借此用非常不当的言辞诋毁杨威，很让人生气。
约17年后的2021年8月13日，一名职业认证为律师的微博用户“吴老丝”（吴丹红）发出一份聊天记录，其称与骆新同为某个聊天群的成员，2021年8月13日，针对江西丰城一教师被拘留后，被人发现其以往推送很多爱国帖子，骆新称：“赞美极权的，必被反噬，这人也是活该。”其在群里直接回复并质疑骆新这句话的含义，要求骆新对自己的回答给出一个合理的解释。骆新本人并未回应，反而是其他群组成员反复强调言论自由，并反驳称骆新只是在表达自己的观点，并不代表任何个人立场。最终，“吴老丝”被群主以“上纲上线”为由踢出了群聊。事件传出后，骆新的微博被禁言。后有网民翻出骆新一些过往被指“阴阳怪气”的言论，对此有评论称：“透过他的微博言论，能明显感觉到他跟很多所谓公知一样，发表着言之凿凿的言论，却又不自觉透露出来的『崇洋媚外』的心。”

### 疑封殺香港填詞人林夕
於《夢圓東方2020東方衛視跨年盛典》，藝人王凱選唱由香港填詞人林夕填詞的張國榮歌曲《我》，但螢光幕打出的歌曲資料，作詞人一欄卻變成「佚名」，林夕的名字被消失。此舉被懷疑和林夕支持香港反對逃犯條例修訂草案運動有關。

### 白俄罗斯抗议乌龙
2020年白俄罗斯抗议活动期间，东方卫视以“卢卡申科：否认选举造假 重新大选将使国家陷入混乱”为标题的报道中，将抗议总统大选舞弊的反对派当成卢卡申科的支持者的画面播出，其中抗议者举着 “刽子手不能当总统” 的标语牌。东方卫视州“白俄罗斯：首都约7万人集会 支持政府维护国家安宁”的新闻中播出的是数十名反对派抗议者举着数十米长的白红白双色三条式国旗。

### 抗疫特别晚会争议
2022年4月12日，时值上海2019冠状病毒病疫情严峻，东方卫视宣布翌日举行抗疫特别节目。根据网传的节目表，晚会邀请大批明星参加，节目包括歌曲、舞蹈、魔术表演、正能量小品，而舞台正在黄浦江边加紧搭建。消息引发大量批评声音，網友紛紛大骂“离谱到家了”“整天只是做一些宣传工作，不干正事”。另外，歌曲《這世界那麼多人》的作者王海涛透露自己经纪人接到东方卫视的申请，希望能在节目上使用他的歌曲，但被王海涛断然拒绝，表示无论免费还是有偿，都不会授权晚会使用。至于有人提议打官司，他表示对方“以政治逻辑跟你说事，不以版权法逻辑聊”，没法打。最终东方卫视于次日凌晨在微博宣布晚会暂缓播出。

## 外部連結
- 中国上海东方卫视的Facebook專頁
- 东方卫视番茄台的新浪微博
- YouTube上的SMG上海电视台官方频道 SMG Shanghai TV Official Channel頻道